# Sky Ferreira
 Der er for få eller ingen kildehenvisninger i denne artikel, hvilket er et problem. Du kan hjælpe ved at angive troværdige kilder til de påstande, som fremføres i artiklen.

Sky Ferreira (født 8. juli 1992) er en popsangerinde og skuespillerinde fra USA.
Hun har allerede udgivet tre singler: "One", "17", og "Obsession" der også er med på The Vampire Diaries Soundtrack
Sky har selv udtalt at et af hendes største idoler er Stevie Nicks fra bandet Fleetwood Mac. Hun og sanger Katy Perry er veninder, og Sky nævner da også Katy i sit interview i The September Issue.
Udover sine tre egentlige singler har hun lavet flere covers, demoer og sange som ifølge kilder også skulle være med på hendes kommende album.
Bl.a. Stand Back (Stevie Nicks cover), Animal (Miike Snow Cover), og Take it Slow ft. Cory Enemy, Untouchable, Traces, og Elevator.
Nummeret "Elevator" skulle rent faktisk have været med på Britney Spears nye album. Brinteys manager hørte det under et besøg i Sverige, men skulle eftersigende have droppet det da man mente at det ikke passede ind blandt de andre numre på albummet.
Hun har også medvirket i festival filmen "Puttyhill".
Sky Ferreira er i øjeblikket bosat i New York.
Hendes næste album blev først annonceret i 2014, men er stadig ikke udkommet. Med singlen Leash, der udkom i forbindelse med filmen "Babygirl", har det givet fornyet energi til at Ferreiras album er på vej. Titlen ventes at være "Masochism".

## Diskografi
- Night Time, My Time (2013)

## Filmografi
| År   | Titel                | Rolle      | Noter            |
| ---- | -------------------- | ---------- | ---------------- |
| 2008 | A Cross the Universe | Herself    | Cameo appearance |
| 2010 | Putty Hill           | Jenny      |                  |
| 2011 | The Wrong Ferarri    | Herself    | Cameo appearance |
| 2013 | IRL                  | Angel      | Short film       |
| 2013 | The Green Inferno    | Kaycee     |                  |
| 2016 | The Trust            | The Woman  |                  |
| 2016 | Elvis & Nixon        | Charlotte  |                  |
| 2017 | Baby Driver          | Baby's Mom |                  |
| 2018 | Lords of Chaos       | Ann-Marit  |                  |
| 2018 | Rosy                 |            |                  |
| 2018 | The Burning Woman    |            | Post-production  |

| År   | Titel      | Rolle | Noter             |
| ---- | ---------- | ----- | ----------------- |
| 2017 | Twin Peaks | Ella  | Episode: "Part 9" |